# 茂物縣
茂物县（印尼語：Kabupaten Bogor），是印尼西爪哇省的一个县。位於雅加達的南邊，通常被視為雅加達的郊區，面積2,664平方公里，人口超過500萬。
茂物縣北與萬丹省的丹格朗縣及南丹格朗市，以及西爪哇省的德波、勿加泗兩個城市為界，東北與勿加泗縣為界，東邊與卡拉旺縣為界，東南邊為展玉縣，南邊為蘇加武眉縣，西邊為萬丹省的勒巴克縣。另外，茂物市位於茂物縣內部，但行政上獨立。